# Warwickshire
Warwickshire is een shire-graafschap (non-metropolitan county OF county) in de Engelse regio West Midlands en telt 564.562 inwoners. De oppervlakte bedraagt 1978 km2. De graafschapshoofdstad is Warwick.
Warwickshire grenst aan West Midlands en Staffordshire in het noordwesten, Leicestershire in het noordoosten, Northamptonshire in het oosten, Oxfordshire in het zuiden, en Gloucestershire en Worcestershire in het westen.

## Demografie
Van de bevolking is 16,2 % ouder dan 65 jaar. De werkloosheid bedraagt 2,5 % van de beroepsbevolking (cijfers volkstelling 2001).
Het aantal inwoners steeg van ongeveer 487.100 in 1991 naar 505.860 in 2001.

## Overzicht districten
| Lokaal bestuurde gebieden en plaatsen | Lokaal bestuurde gebieden en plaatsen |
| Nr.                                   | District                              |
| ------------------------------------- | ------------------------------------- |
| 1                                     | North Warwickshire                    |
| 2                                     | Nuneaton and Bedworth                 |
| 3                                     | Rugby                                 |
| 4                                     | Stratford-on-Avon                     |
| 5                                     | Warwick                               |

| Detailkaart |
| ----------- |
|             |

## Belangrijkste plaatsen
| - Alcester - Atherstone - Bedworth - Bulkington - Coleshill - Henley-in-Arden - Kenilworth - Kingsbury - Leamington Spa - Nuneaton | - Polesworth - Rugby - Shipston-on-Stour - Southam - Stratford-upon-Avon - Studley - Warwick - Wellesbourne - Whitnash |

## Afkomstig uit Warwickshire
- William Perkins (1558-1602), theoloog
- William Shakespeare (1564-1616), toneelschrijver
- Francis Willughby (1635-1672), natuuronderzoeker
- William Renshaw (1861-1904), tennisser
- Kirk Bevins (1986), caller

Bedfordshire · Berkshire · City of Bristol · Buckinghamshire · Cambridgeshire · Cheshire · Cornwall · Cumbria · Derbyshire · Devon · Dorset · Durham · East Riding of Yorkshire · East Sussex · Essex · Gloucestershire · Greater London · Greater Manchester · Hampshire · Herefordshire · Hertfordshire · Isle of Wight · Kent · Lancashire · Leicestershire · Lincolnshire · City of London · Merseyside · Norfolk · Northamptonshire · Northumberland · North Yorkshire · Nottinghamshire · Oxfordshire · Rutland · Shropshire · Somerset · South Yorkshire · Staffordshire · Suffolk · Surrey · Tyne and Wear · Warwickshire · West Midlands · West Sussex · West Yorkshire · Wiltshire · Worcestershire
Overig: Stedelijke en niet-stedelijke graafschappen · Traditionele graafschappen
Bath and North East Somerset* · Bedfordshire · Berkshire · Blackburn & Darwen* · Blackpool* · Bournemouth* · Brighton & Hove* · Bristol* · Buckinghamshire · Cambridgeshire · Cheshire · Cornwall · Cumbria · Darlington* · Derby* · Derbyshire · Devon · Dorset · Durham · East Riding of Yorkshire* · East Sussex · Essex · Gloucestershire · Greater London · Greater Manchester · Halton* · Hampshire · Hartlepool* · Herefordshire* · Hertfordshire · Hull* · Isle of Wight* · Kent · Lancashire · Leicester* · Leicestershire · Lincolnshire · Luton* · Medway* · Merseyside · Middlesbrough* · Milton Keynes* · Norfolk · Northamptonshire · Northumberland · North East Lincolnshire* · North Lincolnshire * · North Somerset* · North Yorkshire · Nottingham* · Nottinghamshire · Oxfordshire · Peterborough* · Plymouth* · Poole* · Portsmouth* · Redcar & Cleveland* · Rutland* · Shropshire · Somerset · Southend-on-Sea* · Southampton* · South Gloucestershire* · South Yorkshire · Staffordshire · Stockton-on-Tees* · Stoke-on-Trent* · Suffolk · Surrey · Swindon* · Telford & Wrekin* · Thurrock* · Torbay* · Tyne & Wear · Warrington* · Warwickshire · West Midlands · West Sussex · West Yorkshire · Wiltshire · Worcestershire · York* 
Overig: Ceremoniële graafschappen · Traditionele graafschappen
Bedfordshire · Berkshire · Buckinghamshire · Cambridgeshire · Cheshire · Cornwall · Cumberland · Derbyshire · Devon · Dorset · Durham · Essex · Gloucestershire · Hampshire · Herefordshire · Hertfordshire · Huntingdonshire · Kent · Lancashire · Lincolnshire · Leicestershire · Middlesex · Norfolk · Northamptonshire · Northumberland · Nottinghamshire · Oxfordshire · Rutland · Shropshire · Somerset · Staffordshire · Suffolk · Surrey · Sussex · Warwickshire · Westmorland · Wiltshire · Worcestershire · Yorkshire
Overig: Stedelijke en niet-stedelijke graafschappen · Traditionele graafschappen